# Martti Kuisma
Martti Olavi Kuisma (* 24. Juli 1970 in Espoo) ist ein ehemaliger finnischer Basketballspieler.

## Laufbahn
Kuisma, ein 2,08 Meter messender Innenspieler, bestritt zwischen 1988 und 1990 76 Partien für den Verein Helsingin NMKY in der ersten Liga Finnlands, Korisliiga. 1989 wurde er mit der Mannschaft finnischer Meister. Er verließ anschließend sein Heimatland, zog in die Vereinigten Staaten, studierte und spielte von 1990 bis 1994 an der University of Florida. Seine beste Saison in den Farben der Hochschulmannschaft war 1992/93, als der Finne im Durchschnitt 8,2 Punkte und 3,4 Rebounds je Begegnung verbuchte und seine Treffsicherheit beim Distanzwurf bewies, indem er 50 seiner 123 Dreipunktwürfe ins Ziel brachte.
1994 ging Kuisma nach Finnland zurück, spielte wieder bei Helsingin NMKY und war im Laufe der Saison 1994/95 mit 25,2 Punkten je Begegnung bester finnischer Korbschütze der Liga. Einen noch besseren Wert erreichte er 1995/96, als er für den deutschen Zweitligisten DJK Würzburg 32 Punkte pro Partie verbuchte. In einem DBB-Pokal-Spiel gegen den USC Heidelberg erzielte der Finne für die DJK 46 Punkte. Zu seinen Mannschaftskameraden in Würzburg gehörte der jugendliche Dirk Nowitzki.
Kuisma machte nach seinem Jahr in Würzburg den Sprung zum italienischen Erstligisten Scavolini Pesaro, für den er in der ersten Hälfte der Saison 1996/97 spielte, in der Liga in zwölf Partien 3,6 Punkte je Begegnung sowie im europäischen Vereinswettbewerb EuroCup 5,0 Punkte pro Einsatz erzielte. Der Finne verließ Pesaro noch im Laufe des Spieljahres und wechselte in die deutsche Basketball-Bundesliga zu Brandt Hagen. In zehn Bundesliga-Spielen brachte er es auf 10,5 Punkte sowie 4,0 Rebounds im Mittel, 1997/98 stand er ebenfalls in Hagen unter Vertrag, erhöhte seine Punktausbeute in 26 Saisonspielen auf 14 pro Begegnung.
1998/99 war Kuisma Spieler von Apollon Patras in der ersten griechischen Liga, trat mit der Mannschaft zusätzlich im Europapokal Korać-Cup an, in dem er 4,7 Punkte je Spiel erreichte. In der Liga lag der Wert mit 4,6 Punkten/Spiel fast gleichauf. Kuismas Arbeitgeber in der Saison 1999/2000 war Casademont Girona aus der höchsten Spielklasse Spaniens, der Liga ACB. 9,1 Punkte verbuchte der Finne für Girona in 34 Ligaeinsätzen im Durchschnitt, mit 53 getroffenen Dreipunktwürfen (bei 127 Versuchen) wies er abermals eine seiner Stärken nach. Auch mit der spanischen Mannschaft nahm er am Korać-Cup teil.
In der Saison 2000/2001 stand Kuisma beim französischen Erstligisten Montpellier unter Vertrag, seine dortige Mittelwerte in 29 Einsätzen lauteten 8,5 Punkte und 3,6 Rebounds. Den Finnen zog es hernach zurück in sein Heimatland, mit Espoon Honka gewann er im Spieljahr 2001/2002 den Meistertitel, Kuisma war mit 14,5 Punkten je Begegnung an dem Erfolg beteiligt.
Kuisma setzte seine Laufbahn nach dem Titel in seinem Heimatland in Spaniens zweiter Liga fort. In 29 Ligaeinsätzen für den Club Ourense Baloncesto erzielte er in der Saison 2002/03 6 Punkte im Durchschnitt. Im Vorfeld der Saison 2003/04 ging Kuisma wieder nach Würzburg, spielte fortan für den DJK-Nachfolger TSK Würzburg in der Bundesliga. Ende Dezember 2003 lief sein Vertrag in Würzburg aus und wurde nicht verlängert. Mit 3,8 Punkten pro Spiel war Kuisma in 13 Bundesliga-Einsätzen für die Würzburger unauffällig geblieben. Im FIBA Europe Cup hatte er 6,8 Punkte pro Spiel für TSK erreicht. Anfang März 2004 gab er seinen Einstand beim schwedischen Erstligisten Ockelbo, für den er in zwei Einsätzen 15,5 Punkte im Schnitt erzielte.
Kuisma spielte anschließend bis zu seinem Karriereende in seinem Heimatland: 2004/05 wurde er mit PuHu Vantaa finnischer Vizemeister. Von 2006 bis 2007 war er Spieler von Korihait Uusikaupunki, 2007/08 verstärkte er Joensuun Kataja und 2008/09 Componenta Karkkila. 2009/10 stand er noch in zwei Spielen für den Zweitligisten Porvoon Tarmo auf dem Feld. Kuisma bestritt genau 300 Einsätze in Finnlands höchster Spielklasse, in der deutschen Bundesliga waren es 49.
In Finnlands A-Nationalmannschaft wurde er in 90 Länderspielen eingesetzt. 1995 gehörte er zum finnischen Aufgebot, das an der Europameisterschaft teilnahm, Kuisma war im Turnierverlauf mit 14 Punkten je Begegnung bester Korbschütze seiner Mannschaft.